# Антивірус Касперського
Антивірус Касперського (англ. Kaspersky Antivirus, KAV) — підсанкційне російське антивірусне програмне забезпечення, що розробляється  Лабораторією Касперського. Надає користувачеві захист від  вірусів,  троянських програм,  шпигунських програм, руткітів, adware, а також невідомих загроз за допомогою  проактивного захисту, що включає компонент HIPS (тільки для старших версій, іменованих «Kaspersky Internet Security 2009 +, де '+' — порядковий номер попереднього регістру, щорічно збільшується на одиницю згідно з номером року, наступним за роком випуску чергової версії антивіруса»). На початку 1990-х, іменувався '-V, потім - 'AntiViral Toolkit Pro.
Крім власне антивіруса, також випускається безкоштовна лікувальна утиліта Kaspersky Virus Removal Tool.

## Критика
Згідно дослідження видавництва Bloomberg, закінченого в березні 2015 року, антивірус насправді є шпигунським засобом, який працює на користь Росії. У вересні того ж року Україна терміном на 1 рік ввела заборону для офіційних відомств на користування продуктами компаній, причетних до анексії Криму і війни в Донбасі. Окрім продуктів Касперського, під заборону потрапив Dr. Web, інший відомий російський антивірус.
У 2017 році у США заборонили державним установам використовувати даний антивірус (та інші програмні продукти компанії) та внесли виправлення в бюджет 2018 року, що стосується цього питання.

## Скандали
В серпні 2016 року екс-співробітники «Лабораторії Касперського» розповіли Reuters про те, що «Антивірус Касперського» свідомо обдурював своїх конкурентів — Microsoft, AVG та Avast, надаючи їм неправдиву інформацію про нібито шкідливі файли, які підлягають видаленню.

## Функції

### Базовий захист
- Захист від вірусів, троянських програм і черв'яків
- Захист від шпигунських та рекламних програм
- Перевірка файлів в автоматичному режимі і на вимогу
- Перевірка поштових повідомлень (для будь-яких поштових клієнтів)
- Перевірка інтернет-трафіку (для будь-яких інтернет-браузерів)
- Захист інтернет-пейджерів (ICQ, MSN)
- Проактивний захист від нових шкідливих програм
- Перевірка Java- і Visual Basic-скриптів
- Захист від прихованих битих посилань
- Постійна перевірка файлів в автономному режимі
- Постійний захист від фішингових сайтів

### Запобігання загроз
- Пошук вразливостей в ОС і встановленому ПО
- Аналіз і усунення вразливостей в браузері Internet Explorer
- Блокування посилань на заражені сайти
- Розпізнавання вірусів за способом їх упаковки
- Глобальний моніторинг загроз (Kaspersky Security Network)

### Відновлення системи і даних
- Можливість установки програми на заражений комп'ютер
- Функція самозахисту програми від виключення або зупинки
- Відновлення коректних настройок системи після видалення шкідливого ПЗ
- Наявність інструментів для створення диска аварійного відновлення

### Захист конфіденційних даних
- Блокування посилань на фішингові сайти
- Захист від всіх видів кейлоггерів

### Зручність використання
- Автоматичне налаштування програми в процесі установки
- Готові рішення (для типових проблем)
- Наочне відображення результатів роботи програми
- Інформативні діалогові вікна для прийняття користувачем обґрунтованих рішень
- Можливість вибору між простим (автоматичним) і інтерактивним режимами роботи
- Цілодобова технічна підтримка
- Автоматичне оновлення баз

## Системні вимоги
| Операційні системи | Системні вимоги |
| --- | --- |
| - Microsoft Windows XP Home Edition (Service Pack 2 і вище) - Microsoft Windows XP Professional (Service Pack 2 і вище) - Microsoft Windows XP Professional x64 Edition (Service Pack 2 і вище) | - Процесор 800 МГц і вище - 512 Мб вільної оперативної пам'яті |
| - Microsoft Windows Vista Home Basic (x32 і x64) - Microsoft Windows Vista Home Premium (x32 і x64) - Microsoft Windows Vista Business (x32 і x64) - Microsoft Windows Vista Enterprise (x32 і x64) - Microsoft Windows Vista Ultimate (x32 і x64) - Microsoft Windows 7 Початкова (x32 і x64) - Microsoft Windows 7 Домашня базова (x32 і x64) - Microsoft Windows 7 Домашня розширена (x32 і x64) - Microsoft Windows 7 Professional (x32 і x64) - Microsoft Windows 7 Максимальна (x32 і x64) | - Процесор 1 ГГц 32 біт (x86) / 64 біт (x64) і вище - 1 Гб вільної оперативної пам'яті (x32) або 2 Гб вільної оперативної пам'яті (x64)                                                                                    |
| - Microsoft Windows 8 та Windows 10 (32/64 біт) | - Процесор: 1 ГГц або вище - 1 Гб ОЗУ (32 біт) або - 2 Гб ОЗУ (64 біт) |
| - Mac OS X 10.5, 10.6 або 10.7 | - Комп'ютер Mac з процесором Intel - 512 МБ оперативної пам'яті - 270 МБ вільного місця на жорсткому диску (в залежності від розміру антивірусних баз) - З'єднання з Інтернетом для активації і оновлення антивірусних баз |

### Загальні вимоги для всіх операційних систем
- Близько 480 Мб вільного простору на  жорсткому диску (залежно від розміру антивірусних баз)
- CD-ROM для встановлення програми з диска
- Комп'ютерна миша
- Підключення до інтернету для активації продукту і отримання регулярних оновлень
- Microsoft Internet Explorer 6.0 або вище
- Microsoft Windows Installer 2.0 або вище

### Апаратні вимоги для нетбуків
- Процесор: Intel Atom 1.6 ГГц
- Відеокарта:  Intel GMA950
- Екран: 10.1
- Операційна система: Microsoft Windows XP Home Edition